# سان فيلايسس بويلنا
بلدية سان فيلايسس بويلنا (بالإسبانية: San Felices de Buelna)‏، هي إحدى بلديات منطقة كانتابريا, المصنفة على أنها مقاطعة أيضاً، في شمال إسبانيا.
يبلغ عدد سكانها 2.209 نسمة وفقاً لإحصائية سنة (2002).

## أعلام
- خوسيه أنطونيو غونزاليس